# محمدجواد خردمند
محمدجواد خردمند (زاده ۱۳۲۳ - درگذشته ۱۳۹۴) نویسنده، روزنامه‌نگار و عضو کانون نویسندگان ایران بود. وی مدتی سردبیری مجله ادبی کلک را برعهده داشت.

خردمند با نگاه و تاثیرپذیری از ادبیات کلاسیک فارسی، در داستان‌نویسی به کمینه‌گرایی تمایل داشت و بیشتر داستان‌هایش را در قالب داستانک می‌نوشت.
پس از جدایی علی دهباشی از مجله کلک، وی سردبیری این ماهنامه را به عهده گرفت و نقش مهمی در ادامه انتشار آن ایفا کرد. این مجله در دوره سردبیری او غنای ادبی ویژه‌ای داشت. وی هم‌چنین با مجلاتی چون آدینه و دنیای سخن همکاری داشت.
محمدجواد خردمند در روز جمعه ششم شهریور ۱۳۹۴ در اثر بیماری سرطان در بیمارستان کسرا تهران درگذشت.
کانون نویسندگان ایران در پی درگذشت محمدجواد خردمند با انتشار بیانیه‌ای از او به عنوان یکی از اعضای فعال و متعهد کانون و نویسنده‌ای آزادیخواه و ضد سانسور یاد کرد.